# Jason Collier
Jason Collier (Springfield (Ohio), 8 de novembro de 1977 - 15 de outubro de 2005) foi um jogador norte-americano de basquete profissional que atuou na  National Basketball Association (NBA). Foi o número 15 do Draft de 2000.